# Griechisches Parlament
Das Griechische Parlament (griechisch Βουλή των Ελλήνων Voulí ton Ellínon, vom altgriechischen Nomen βουλή boulḗ, der Ratsversammlung in einigen der Poleis des antiken Griechenland) ist das Parlament Griechenlands, das heute im Alten Schloss (Παλαιά Ανάκτορα Paleá Anáktora) am Syntagma-Platz in Athen residiert. Das Parlament besitzt eine Kammer und 300 auf vier Jahre gewählte Mitglieder. Es ist ein Element im politischen System Griechenlands.

## Geschichte

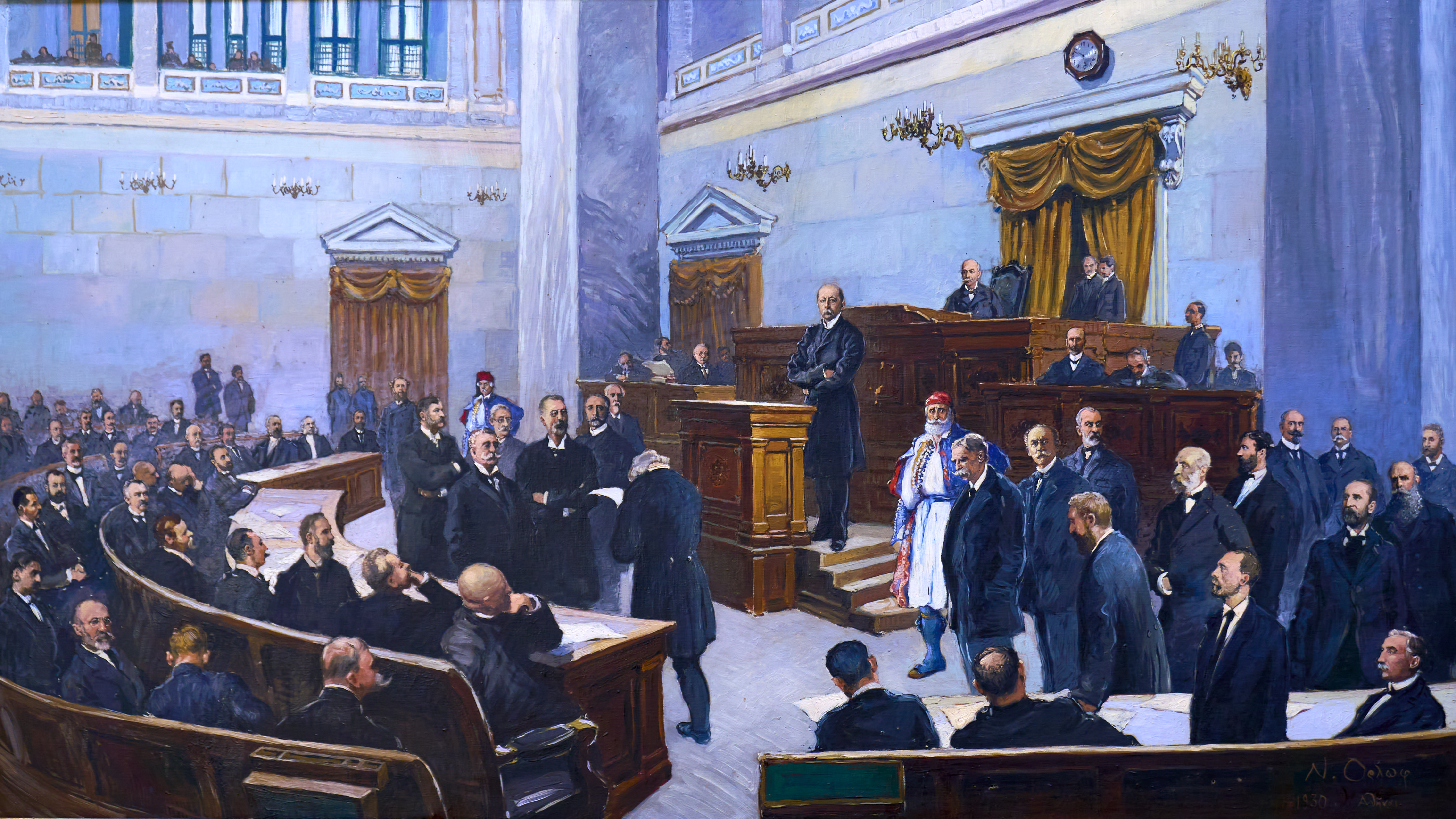
Sitzung im Alten Parlament, Gemälde von N. Orlof

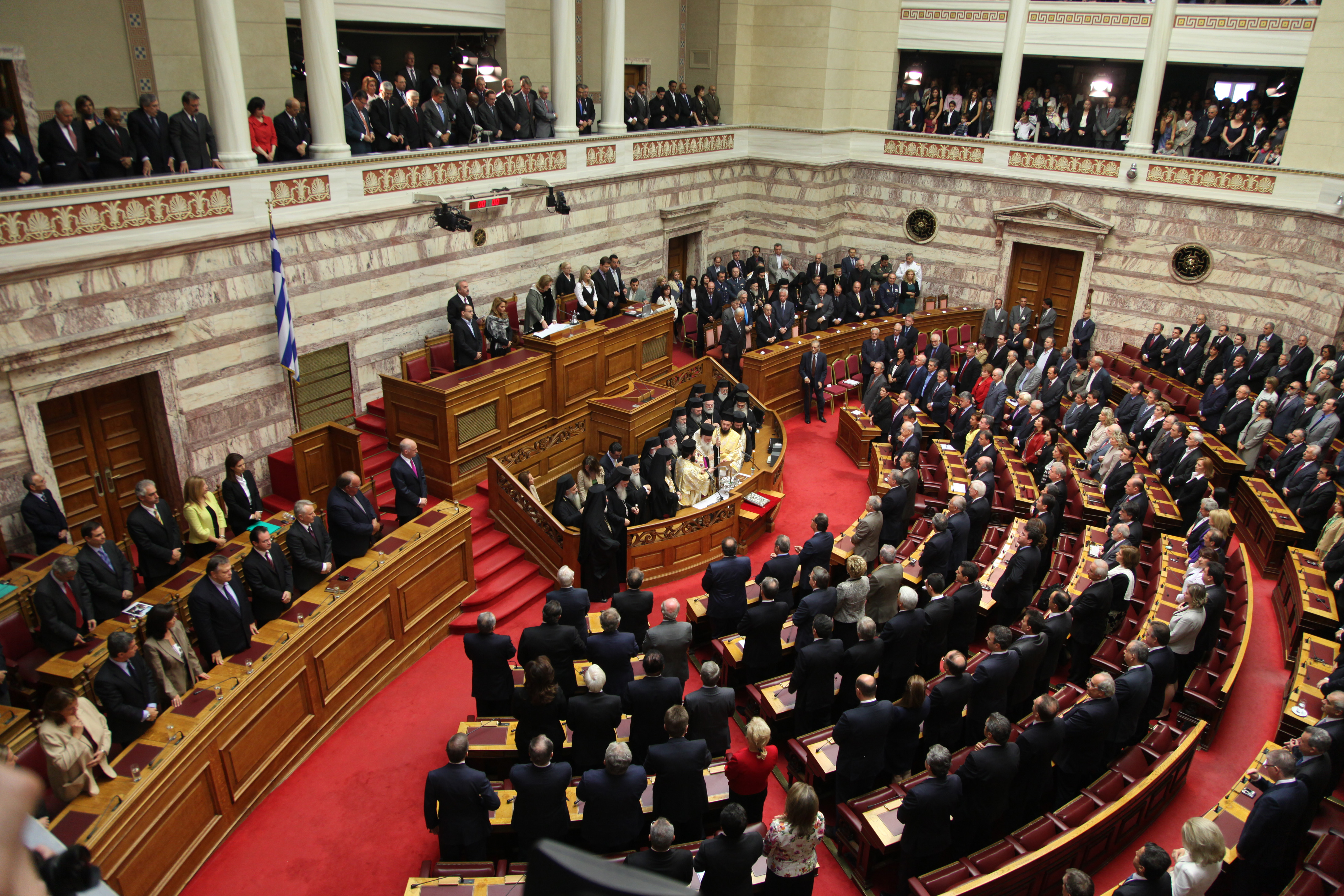
Vereidigungszeremonie im Griechischen Parlament 2009

Im Jahr 1829 fanden in der Ersten Hellenischen Republik die ersten demokratischen Direktwahlen statt, aus denen eine aus 236 Abgeordneten bestehende Vierte Nationalversammlung hervorging, die in Argos tagte. Die Nationalversammlung war noch kein ständiges Parlament, sondern stattete das Staatsoberhaupt Griechenlands Ioannis Kapodistrias sowie einen Senat mit 27 Mitgliedern in Bezug auf die alltäglichen Regierungsgeschäfte bewusst mit weitreichenden Kompetenzen aus. Trotz politischer Kontroversen konnte Kapodistrias durchsetzen, dass alle Einwohner griechischer Herkunft wahlberechtigt sein sollten und nicht etwa nur diejenigen, die Landbesitz vorweisen konnten.
Nachdem in Griechenland u. a. auf Drängen der Signatarmächte der griechischen Unabhängigkeit – Großbritannien, Frankreich und Russland – im Jahr 1832 die absolute Monarchie eingeführt worden war, wurde die Nationalversammlung aufgelöst. Als Griechenland infolge der Revolution des 3. September 1843 zur konstitutionellen Monarchie überging, fanden 1843 und 1844 erneut Wahlen nach dem alten republikanischen Wahlgesetz von 1829 statt. Im Jahr 1843 wurde zunächst eine verfassungsgebende Versammlung gewählt, im Folgejahr 1844 das erste ständige Parlament.
Der Grundstein für das alte Parlamentsgebäude in der Athener Straße Odos Stadiou wurde von Prinzessin Amalie 1858 gelegt. Das alte Parlamentsgebäude beherbergt heute das Nationale Historische Museum Athen. Die Verlegung in das heutige Parlamentsgebäude, das bis 1910 als königlicher Palast diente, wurde 1929 beschlossen. Als Parlamentspräsident fungierte im Jahr 1910 kurzzeitig auch der deutschstämmige Jurist Konstantin von Hößlin.

## Funktion
Das griechische Parlament muss jeder neuen Regierung das Vertrauen aussprechen und kann jederzeit ein destruktives Misstrauensvotum abgeben.
Das Parlament stimmt über Gesetzesvorlagen der Regierung ab und hat das volle Initiativrecht im Gesetzgebungsverfahren. Ferner kann jedes Mitglied des Parlaments im Rahmen einer parlamentarischen Kontrollfunktion Interpellationen an die Regierung richten, über die im Plenum (Vollversammlung) beraten werden muss.
Für alle parlamentarischen Beschlüsse genügt die einfache Mehrheit der anwesenden Abgeordneten, es gilt jedoch immer ein Zustimmungsquorum von 25 % der Mitglieder des Parlaments. Fast alle Abstimmungen erfolgen offen, geheime Abstimmungen sind nur in Ausnahmefällen vorgesehen (z. B. Eröffnung eines strafrechtlichen Verfahrens wegen Pflichtverletzung gegen einen Minister, Wahl der Mitglieder bzw. Misstrauensvotum gegenüber den Mitgliedern des Parlamentspräsidiums). In der parlamentarischen Praxis ist eine tatsächliche Stimmenthaltung nur durch Abwesenheit möglich, da die förmliche Stimmenenthaltung bei Anwesenheit als negative Stimme gewertet wird.
Für eine Änderung des Wahlgesetzes, die die übernächsten Wahlen betrifft, genügt eine einfache Mehrheit. Soll die Änderung jedoch bereits für die kommenden Wahlen gelten, ist eine Zweidrittelmehrheit erforderlich. Gesetze zur Änderung der Verfassung können vom Parlament nur in zwei aufeinanderfolgenden Legislaturperioden beschlossen werden. Verfassungsändernde Gesetzentwürfe, die in der ersten Legislaturperiode eine Dreifünftel-Mehrheit erhielten, bedürfen in der nächsten Legislaturperiode nur der absoluten Mehrheit um in die Verfassung aufgenommen zu werden. Umgekehrt bedürfen Gesetze, die nur die absolute Mehrheit erhielten, in der zweiten Legislaturperiode der Dreifünftel-Mehrheit.
Das Parlament wählt den Staatspräsidenten für eine Amtszeit von fünf Jahren. Für die Wahl des Staatspräsidenten ist in den ersten beiden Wahlgängen eine Zweidrittelmehrheit im dritten Wahlgang eine Dreifünftel-Mehrheit erforderlich, wird auch diese Mehrheit nicht erreicht, muss das Parlament aufgelöst werden. Das neue Parlament kann den Staatspräsidenten auch mit relativer Mehrheit wählen. Die hohe Hürde einer Vier-Fünftel Mehrheit ist für die Besetzung von regierungsunabhängigen selbstständigen und weisungsfreien Behörden, wie dem Fernseh- und Rundfunkaufsichtsgremium (ESR), der Datenschutzbehörde oder der Personal-Auswahlbehörde (ASEP) erforderlich. Das Parlament ist jedoch nicht für die Wahl der obersten Richter zuständig, die fast immer aufgrund förmlicher Verfahren ausgewählt werden. Der Chef der griechischen Zentralbank wird ohne Beteiligung des Parlaments vom Staatspräsidenten auf Vorschlag der Regierung ernannt.
Das Parlament besitzt kein Recht zur Selbstauflösung, es besteht jedoch die Möglichkeit der Auflösung des Parlaments durch den Staatspräsidenten auf Vorschlag des Premierministers. Außerdem erfolgt eine Auflösung des Parlaments im Fall eines Scheiterns der Regierungsbildung, sowohl zu Beginn der Legislaturperiode, als auch bei einem Scheitern der Neubildung der Regierung nach einem erfolgreichen destruktiven Misstrauensvotum.

## Privilegien
Alle Abgeordneten genießen strafrechtliche Immunität, die nur durch Beschluss des Parlaments aufgehoben werden kann. Alle steuerrechtlichen und sonstigen Vergünstigungen wurden im Rahmen der griechischen Finanzkrise nahezu vollständig aufgehoben.

## Parlamentarische Praxis
Während der Beratungen im Gesetzgebungsverfahren in den Ausschüssen oder im Plenum, richten die Abgeordneten aller Fraktionen (auch der oppositionellen) üblicherweise Änderungsanträge direkt an den Minister, der das Gesetz eingebracht hat. Dieser nimmt sie entweder an, oder weist sie zurück.
In den meisten Fällen wird von den Abgeordneten Fraktionsdisziplin erwartet. Deren Nichteinhaltung wird bei kritischen Abstimmungen wie der Vertrauensfrage, dem Haushalt, oder sonstigen wichtigen Gesetzentwürfen fast immer mit dem unmittelbaren Ausschluss aus der Fraktion und dem Ausschluss von den Wahlvorschlagslisten der Partei für die nächste Parlamentswahl sanktioniert. Im Laufe einer Legislaturperiode kommt es jedoch, insbesondere im Vorfeld wichtiger Abstimmungen, auch häufig zu Wiedereingliederungen von Abgeordneten in die Fraktionen. Von ihrer Fraktion ausgeschlossene Abgeordnete gründen aber auch regelmäßig eigene Parteien.

## Zusammensetzung
Das Parlament setzt sich aktuell wie folgt zusammen:
| Parteien | Parteien        | Parteien | Parteien                                    | Parteien             | Parteien             | Parteien      | Parteien | Parteien | Parteien         |
| Logo     | Logo            | Name | Ausrichtung                                 | Vorsitz              | Vorsitz              | Sitze         | Sitze    | Sitze    | Lager            |
| Logo     | Logo            | Name | Ausrichtung                                 | Vorsitz              | Vorsitz              | nach der Wahl | aktuell  | +/−      | Lager            |
| -------- | --------------- | --- | ------------------------------------------- | -------------------- | -------------------- | ------------- | -------- | -------- | ---------------- |
|          | Logo der ND     | Nea Dimokratia (ND) Νέα Δημοκρατία (ΝΔ) Neue Demokratie                                                                    | liberal-konservativ                         | Kyriakos Mitsotakis  | Kyriakos Mitsotakis  | 158           | 156      | ▼2       | Regierung (156)  |
|          | Logo der SYRIZA | Synaspismos Rizospastikis Aristeras (SYRIZA) Συνασπισμός Ριζοσπαστικής Αριστεράς (ΣΥΡΙΖΑ) Koalition der Radikalen Linken   | linksradikal                                |                      | Vakant               | 47            | 26       | ▼21      | Opposition (144) |
|          | Logo der Pasok  | Panellinio Sosialistiko Kinima (PASOK) Πανελλήνιο Σοσιαλιστικό Κίνημα (ΠΑΣΟΚ) Panhellenische Sozialistische Bewegung       | sozialdemokratisch                          | Nikos Androulakis    | Nikos Androulakis    | 32            | 31       | ▼1       | Opposition (144) |
|          | Logo der KKE    | Kommounistiko Komma Elladas (KKE) Κομμουνιστικό Κόμμα Ελλάδας (KKE) Kommunistische Partei Griechenlands                    | kommunistisch                               | Dimitris Koutsoumbas | Dimitris Koutsoumbas | 21            | 21       | ▬        | Opposition (144) |
|          |                 | Spartiates (SP) Σπαρτιάτες Spartaner                                                                                       | rechtsextrem                                |                      | Vasilis Stigkas      | 12            | 5        | ▼7       | Opposition (144) |
|          |                 | Elliniki Lysi (EL) Ελληνική Λύση Griechische Lösung                                                                        | rechtspopulistisch                          |                      | Kyriakos Velopoulos  | 12            | 11       | ▼1       | Opposition (144) |
|          | Logo der NIKI   | Dimokratiko Patriotiko Kinima - NIKI (NIKI) Δημοκρατικό Πατριωτικό Κίνημα – ΝΙΚΗ Demokratische Patrotische Bewegung – SIEG | christdemokratisch-gesellschaftskonservativ |                      | Dimitris Natsios     | 10            | 10       | ▬        | Opposition (144) |
|          | Logo der PE     | Plefsi Eleftherias (PE) Πλεύση Ελευθερίας Kurs der Freiheit                                                                | linkspopulistisch                           |                      | Zoi Konstantopoulou  | 8             | 6        | ▼2       | Opposition (144) |
|          | Logo der NA     | Nea Aristera (NA) Νέα Αριστερά Neue Linke                                                                                  | Politische Linke                            | Alexis Charitsis     | Alexis Charitsis     | –             | 11       | ▲11      | Opposition (144) |
|          |                 | Unabhängige | –                                           | –                    | –                    | –             | 23       | ▲23      | Opposition (144) |
| Gesamt   | Gesamt          | Gesamt | Gesamt                                      | Gesamt               | Gesamt               | 300           | 300      | ▬        |                  |

## Parlamentssitze

### Altes Parlament (1875–1935)

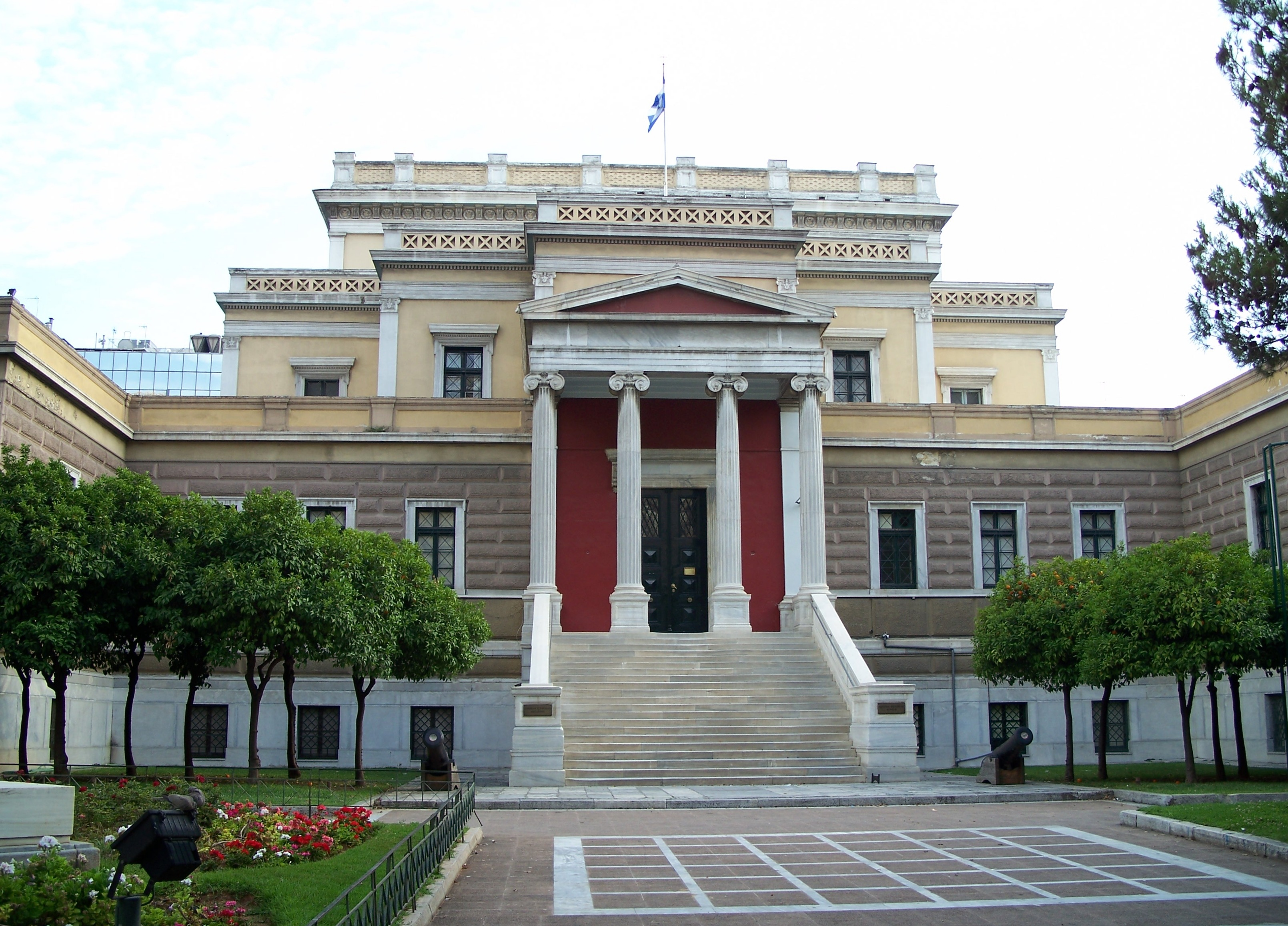
Das Alte Parlament

Von 1875 bis 1932 tagte die Legislative im Alten Parlament (Παλαιά Βουλή Paleá Voulí) an der Odos Stadiou (Οδός Σταδίου). In diesem Gebäude ist heute das Nationale Historische Museum untergebracht.

### Altes Schloss (seit 1935)

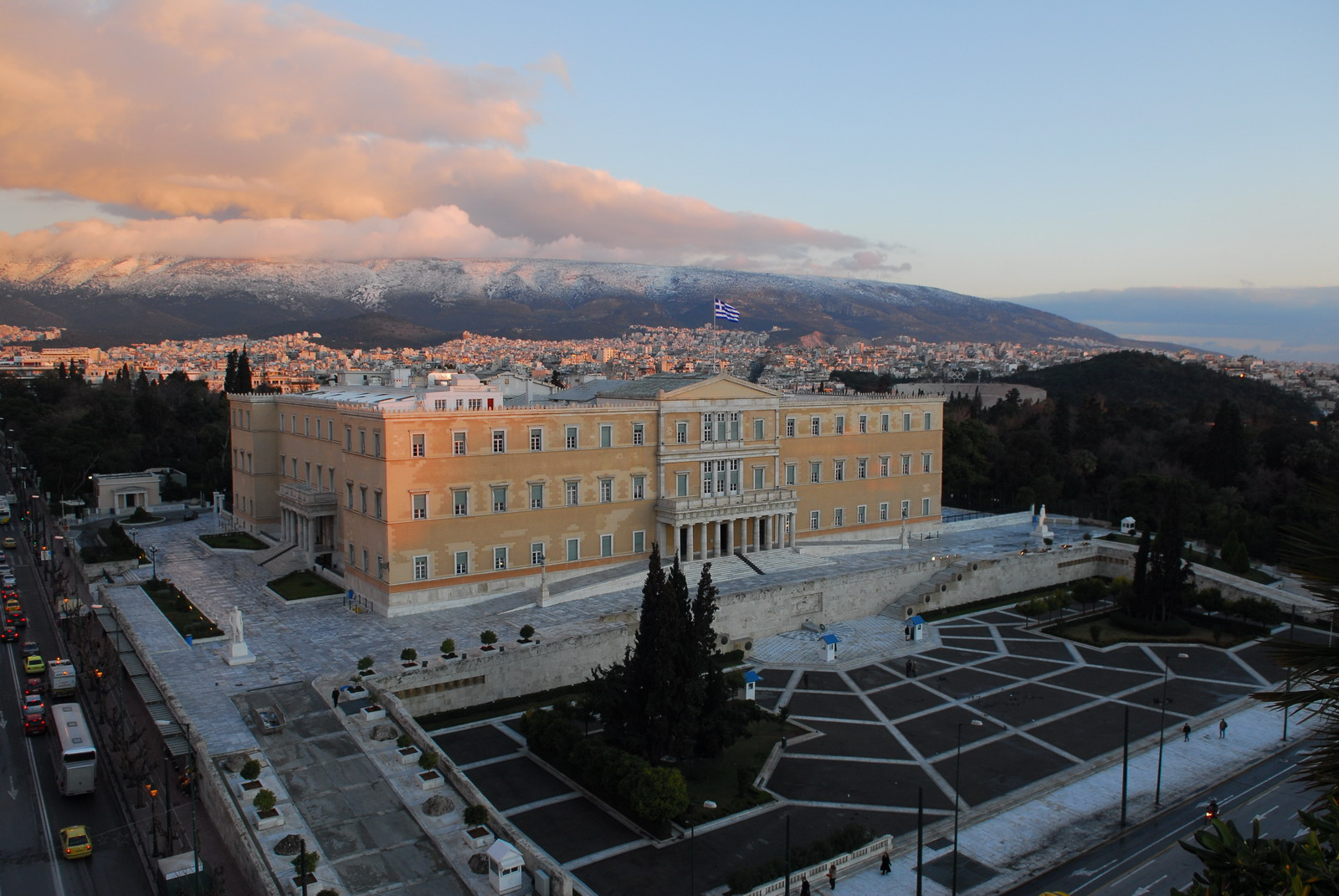
Das Alte Schloss

Erste Entwürfe zu einer Residenz stammten von Leo von Klenze. Friedrich von Gärtner erhielt schließlich den Auftrag zur Ausführung des Gebäudes. Er übernahm dessen Grundkonzept der rechteckigen Grundform mit zwei Innenhöfen. Einflüsse können auch von einem älteren Entwurf Karl Friedrich Schinkels stammen, der das Schloss zuvor auf der Akropolis geplant hatte. 1836 legte König Otto den Grundstein für das neue Stadtschloss. Das Gebäude zeichnet sich durch eine reduzierte und sehr strenge klassizistische Formensprache aus. Das Gebäude wurde bis 1910 als Residenz genutzt, nach einem Brand nutzte die königliche Familie das Schloss Tatoi als Hauptstadtsitz, formell blieb das Stadtschloss bis zur ersten Abschaffung der Monarchie 1924 Sitz der Königlichen Familie. Bereits zuvor wurde das Schloss nach dem verlorenen Griechisch-Türkischen Krieg, in Griechenland als „kleinasiatische Katastrophe“ bezeichnet, als Auffanglager für Flüchtlinge genutzt. Anschließend diente es als Krankenhaus und dann als Museum.
Neben dem Schloss hatte der Architekt Gärtner einen französischen Garten vorgesehen, doch Königin Amalia, die sich sehr für Gartenkunst und Landwirtschaft interessierte, ließ 1836 von François-Luis Barrauld einen deutschen Landschaftsgarten im Stil der Romantik anlegen. Von 1855 bis 1889 verlieh ihm Friedrich Schmidt den Charakter eines botanischen Gartens mit Pflanzen aus der ganzen Mittelmeerregion. König Ludwig I. von Bayern soll mit einer Schiffsladung von 15.000 Stecklingen dazu beigetragen haben. Die aufwändige Bewässerung wurde besonders im Trockenjahr 1843 sehr kritisiert, seit 1855 folgt sie dem Verlauf einer antiken Wasserleitung aus dem 6. Jahrhundert v. Chr., die man bei der Anpflanzung gefunden hatte. 1857 wurde ein kleines Botanisches Museum zur Geschichte des Parks errichtet. Seit 1923 ist der Park als Nationalgarten öffentlich zugänglich. Nahe dem Ausgang zur Vasilissis Sofias ist ein großflächiger römischer Mosaikfußboden erhalten. Im Park befinden sich auch einige Büsten zumeist von griechischen Dichtern, aber auch von Philhellenen wie den Schweizer Bankier Jean Gabriel Eynard. Südwestlich des Parks liegt die Kaserne der Evzonen (Parlamentsgarde), südlich das Zappeion. Das königliche Schloss und der königliche Park sind seit den 1920er Jahren getrennt, der Garten ist nur über die separaten Eingänge zu erreichen.
1929 wurde der Umzug des griechischen Parlaments in das Alte Schloss (Παλαιά Ανάκτορα Paleá Anáktora) am Syntagma-Platz beschlossen, nach Abschluss der Umbauarbeiten tagte erstmals am 2. August 1934 und die Nationalversammlung am 1. Juli 1935. Nach Wiederherstellung der Monarchie wurde Tatoi auch offiziell Sitz der Königlichen Familie. Über dem Plenarsaal befindet sich ein gleich großer Saal um Platz für ein Zweikammersystem zu bieten, was jedoch nie eingetreten ist. Dieser Saal dient heute als großer Konferenzsaal. Bereits 1928 war die Schlossfassade zum Syntagma-Platz umgestaltet worden. Es wurden eine Stützmauer mit zwei Rampen angebaut und das Grabmal des unbekannten Soldaten errichtet. In Anlehnung an den Giebel des Ägina-Tempels entwarfen Phokion Rok (1891–1945) und Constantinos Demetriades (1881–1943) ein Relief mit Kriegerfiguren. Die Inschriften neben den Bronzeschilden nennen die Länder und Orte von allen Schlachten, in denen griechischen Soldaten seit den Freiheitskriegen gefallen sind (z. B. el-Alamein, Korea, Zypern), außerdem den Anfang von Perikles’ Grabrede an die ersten Gefallenen des Peloponnesischen Krieges.
Aufgrund der Enge in der Athener Innenstadt wird gegenwärtig über den Umzug des Parlaments diskutiert. Man erhofft sich durch einen Neubau eines Parlamentsgebäudes und wichtiger Ministerien am Stadtrand mehr Platz und geringere Kosten (viele Ministerien sind in gemieteten Bürogebäuden im Zentrum untergebracht). Das bisherige Gebäude am Syntagma-Platz soll dann für eine kulturelle Nutzung umgebaut werden.

## Parlamentswahlen

### Wahlsystem
Gewählt werden 300 Abgeordnete. Die Wahl erfolgt nach einem im Wesentlichen von der Verhältniswahl geprägten Wahlsystem. Eine Partei muss aufgrund einer Sperrklausel eine Hürde von 3 Prozent überwinden, um in das Parlament einziehen zu können.
288 der 300 Sitze werden in 56 Wahlkreisen gewählt, wobei die je Wahlkreis vergebene Anzahl der Mandate je nach Bevölkerungszahl in den einzelnen Wahlkreisen unterschiedlich ist; so entfallen auf den größten Wahlkreis Athen-B mit 1,4 Millionen Wahlberechtigten 42 Sitze. Die Wahl erfolgt über Parteilisten. Die Wähler können innerhalb der Wahlkreisliste der von ihnen gewählten Partei die von ihnen bevorzugten Kandidaten ankreuzen. In acht kleinen Wahlkreisen wird nur je ein Mandat vergeben; dieses erhält der Kandidat mit den meisten Stimmen, sodass das Wahlsystem auch Elemente der Mehrheitswahl enthält. Zwölf Mandate werden aufgrund einer landesweiten Liste nach reiner Verhältniswahl vergeben.
Die Partei, auf die die meisten Stimmen entfallen, erhält 50 Sitze als Bonus; 2009 waren es nur 40 Sitze. Wahlbündnisse haben praktisch keine Aussicht auf diesen Bonus, da ihr Stimmanteil für die Ermittlung der stärksten Partei durch die Anzahl der in ihnen zusammengeschlossenen Parteien dividiert wird. Die übrigen Sitze werden proportional unter allen Parteien verteilt, die die Sperrklausel von 3 Prozent überwinden. Hierdurch werden größere Parteien bevorzugt, und die Bildung regierungsfähiger Mehrheiten wird begünstigt.
Wahlberechtigt sind alle griechischen Bürger ab dem vollendeten 17. Lebensjahr. 2012 (als das Wahlalter noch bei 18 Jahren lag) gab es 9,85 Millionen Wahlberechtigte. In Griechenland besteht nominell Wahlpflicht; das Ignorieren der Wahlpflicht wird nicht sanktioniert.

### Parlamentswahl 2004
|                                       | Nea Dimokratia (ND)                              | 3.359.682 | 45,36  | 165 | \|- |  | Panellinio Sosialistiko Kinima (PASOK) | 3.003.275 | 40,55 | 117 |
|                                       | Kommounistiko Komma Elladas (KKE)                | 436.706   | 5,90   | 12  | \|- |  |                                        |           |       |     |
|                                       | Synaspismos tis Rizospastikis Aristeras (SYRIZA) | 241.637   | 3,26   | 6   | \|- |  |                                        |           |       |     |
|                                       | Sonstige                                         | 365.286   | 4,93   | 0   | \|- |  |                                        |           |       |     |
| Gesamt                                | Gesamt                                           | 7.406.619 | 100,00 | 300 | \|- |  |                                        |           |       |     |
| Quelle: Griechisches Innenministerium |                                                  |           |        |     | \|- |  |                                        |           |       |     |

### Parlamentswahl 2007
|                                       | Nea Dimokratia (ND)                              | 2.994.979 | 41,84  | 152 | \|- |  | Panellinio Sosialistiko Kinima (PASOK) | 2.727.279 | 38,10 | 102 |
|                                       | Kommounistiko Komma Elladas (KKE)                | 583.750   | 8,15   | 22  | \|- |  |                                        |           |       |     |
|                                       | Synaspismos tis Rizospastikis Aristeras (SYRIZA) | 361.101   | 5,04   | 14  | \|- |  |                                        |           |       |     |
|                                       | Laikos Orthodoxos Synagermos (LAOS)              | 271.809   | 3,80   | 10  | \|- |  |                                        |           |       |     |
|                                       | Sonstige                                         | 220.088   | 3,07   | 0   | \|- |  |                                        |           |       |     |
| Gesamt                                | Gesamt                                           | 7.159.006 | 100,00 | 300 | \|- |  |                                        |           |       |     |
| Quelle: Griechisches Innenministerium |                                                  |           |        |     | \|- |  |                                        |           |       |     |

### Parlamentswahl 2009
|                                       | Panellinio Sosialistiko Kinima (PASOK)           | 3.011.521 | 43,92  | 160 | \|- |  | Nea Dimokratia (ND) | 2.295.318 | 33,48 | 91 |
|                                       | Kommounistiko Komma Elladas (KKE)                | 517.062   | 7,54   | 21  | \|- |  |                     |           |       |    |
|                                       | Laikos Orthodoxos Synagermos (LAOS)              | 386.063   | 5,63   | 15  | \|- |  |                     |           |       |    |
|                                       | Synaspismos tis Rizospastikis Aristeras (SYRIZA) | 315.501   | 4,60   | 13  | \|- |  |                     |           |       |    |
|                                       | Sonstige                                         | 332.956   | 4,83   | 0   | \|- |  |                     |           |       |    |
| Gesamt                                | Gesamt                                           | 6.858.421 | 100,00 | 300 | \|- |  |                     |           |       |    |
| Quelle: Griechisches Innenministerium |                                                  |           |        |     | \|- |  |                     |           |       |    |

### Parlamentswahlen 2012

#### Mai 2012
|                                       | Nea Dimokratia (ND)                    | 1.192.103 | 18,85  | 108 | \|- |  | Synaspismos tis Rizospastikis Aristeras (SYRIZA) | 1.061.928 | 16,79 | 52 |
|                                       | Panellinio Sosialistiko Kinima (PASOK) | 833.452   | 13,18  | 41  | \|- |  |                                                  |           |       |    |
|                                       | Anexartiti Ellines (ANEL)              | 671.324   | 10,62  | 33  | \|- |  |                                                  |           |       |    |
|                                       | Kommounistiko Komma Elladas (KKE)      | 536.105   | 8,48   | 26  | \|- |  |                                                  |           |       |    |
|                                       | Chrysi Avgi (XA)                       | 440.966   | 6,97   | 21  | \|- |  |                                                  |           |       |    |
|                                       | Dimokratiki Aristera (DIMAR)           | 386.394   | 6,11   | 19  | \|- |  |                                                  |           |       |    |
|                                       | Sonstige                               | 1.201.864 | 19,00  | 0   | \|- |  |                                                  |           |       |    |
| Gesamt                                | Gesamt                                 | 6.324.136 | 100,00 | 300 | \|- |  |                                                  |           |       |    |
| Quelle: Griechisches Innenministerium |                                        |           |        |     | \|- |  |                                                  |           |       |    |

#### Juni 2012
|                                       | Nea Dimokratia (ND)                    | 1.825.497 | 29,66  | 129 | \|- |  | SYRIZA – Enotiko Kinoniko Metopo (SYRIZA-EKM) | 1.655.022 | 26,89 | 71 |
|                                       | Panellinio Sosialistiko Kinima (PASOK) | 756.024   | 12,28  | 33  | \|- |  |                                               |           |       |    |
|                                       | Anexartiti Ellines (ANEL)              | 462.406   | 7,51   | 20  | \|- |  |                                               |           |       |    |
|                                       | Chrysi Avgi (XA)                       | 426.025   | 6,92   | 18  | \|- |  |                                               |           |       |    |
|                                       | Dimokratiki Aristera (DIMAR)           | 384.986   | 6,25   | 17  | \|- |  |                                               |           |       |    |
|                                       | Kommounistiko Komma Elladas (KKE)      | 277.227   | 4,50   | 12  | \|- |  |                                               |           |       |    |
|                                       | Sonstige                               | 368.277   | 5,99   | 0   | \|- |  |                                               |           |       |    |
| Gesamt                                | Gesamt                                 | 6.155.464 | 100,00 | 300 | \|- |  |                                               |           |       |    |
| Quelle: Griechisches Innenministerium |                                        |           |        |     | \|- |  |                                               |           |       |    |

### Parlamentswahlen 2015

#### Januar 2015
Am 25. Januar 2015 fand eine vorgezogene Parlamentswahl statt. Sie wurde nötig, nachdem es dem Parlament im Dezember 2014 dreimal nicht gelungen war, einen neuen griechischen Staatspräsidenten zu wählen. Gemäß der Griechischen Verfassung wurde nach dem dritten Versuch das Parlament aufgelöst und Neuwahlen angesetzt.
Bei der Wahl erhielt das Linksbündnis SYRIZA unter ihrem Vorsitzenden Alexis Tsipras 36,3 Prozent der abgegebenen Stimmen. SYRIZA und ANEL bildeten am Tag nach der Wahl eine Koalitionsregierung.
|                                       | Synaspismos Rizospastikis Aristeras (SYRIZA) | 2.245.978 | 36,34  | 149 | \|- |  | Nea Dimokratia (ND) | 1.718.694 | 27,81 | 76 |
|                                       | Chrysi Avgi (XA)                             | 388.387   | 6,28   | 17  | \|- |  |                     |           |       |    |
|                                       | To Potami (TP)                               | 373.924   | 6,05   | 17  | \|- |  |                     |           |       |    |
|                                       | Kommounistiko Komma Elladas (KKE)            | 338.188   | 5,47   | 15  | \|- |  |                     |           |       |    |
|                                       | Anexartiti Ellines (ANEL)                    | 293.683   | 4,75   | 13  | \|- |  |                     |           |       |    |
|                                       | Panellinio Sosialistiko Kinima (PASOK)       | 289.469   | 4,68   | 13  | \|- |  |                     |           |       |    |
|                                       | Sonstige                                     | 532.549   | 8,62   | 0   | \|- |  |                     |           |       |    |
| Gesamt                                | Gesamt                                       | 6.180.872 | 100,00 | 300 | \|- |  |                     |           |       |    |
| Quelle: Griechisches Innenministerium |                                              |           |        |     | \|- |  |                     |           |       |    |

#### September 2015
|                                       | Synaspismos Rizospastikis Aristeras (SYRIZA) | 1.925.904 | 35,46  | 145 | \|- |  | Nea Dimokratia (ND) | 1.526.205 | 28,10 | 75 |
|                                       | Chrysi Avgi (XA)                             | 379.581   | 6,99   | 18  | \|- |  |                     |           |       |    |
|                                       | Dimokratiki Symbarataxi (PASOK–DIMAR)        | 341.390   | 6,28   | 17  | \|- |  |                     |           |       |    |
|                                       | Kommounistiko Komma Elladas (KKE)            | 301.632   | 5,55   | 15  | \|- |  |                     |           |       |    |
|                                       | To Potami (TP)                               | 222.166   | 4,09   | 11  | \|- |  |                     |           |       |    |
|                                       | Anexartiti Ellines (ANEL)                    | 200.423   | 3,69   | 10  | \|- |  |                     |           |       |    |
|                                       | Enosi Kendroon (EK)                          | 186.457   | 3,43   | 9   | \|- |  |                     |           |       |    |
|                                       | Sonstige                                     | 348.092   | 6,41   | 0   | \|- |  |                     |           |       |    |
| Gesamt                                | Gesamt                                       | 5.431.850 | 100,00 | 300 | \|- |  |                     |           |       |    |
| Quelle: Griechisches Innenministerium |                                              |           |        |     | \|- |  |                     |           |       |    |

### Parlamentswahl 2019
| Partei                                | Partei                                       | Stimmen   | %      | Sitze | Sitzverteilung |
| ------------------------------------- | -------------------------------------------- | --------- | ------ | ----- | -------------- |
|                                       | Nea Dimokratia (ND)                          | 2.251.411 | 39.85  | 158   |                |
|                                       | Synaspismos Rizospastikis Aristeras (SYRIZA) | 1.781.174 | 31,53  | 86    |                |
|                                       | Kinima Allagis (KINAL)                       | 457.519   | 8,10   | 22    |                |
|                                       | Kommounistiko Komma Elladas (KKE)            | 299.592   | 5,30   | 15    |                |
|                                       | Elliniki Lysi (EL)                           | 208.805   | 3,70   | 10    |                |
|                                       | MeRA25 (MeRA25)                              | 194.232   | 3,44   | 9     |                |
|                                       | Sonstige                                     | 456.560   | 8,13   | 0     |                |
| Gesamt                                | Gesamt                                       | 5,649,332 | 100,00 | 300   |                |
| Quelle: Griechisches Innenministerium |                                              |           |        |       |                |

### Parlamentswahlen 2023

#### Mai 2023
| Partei                                | Partei                                       | Stimmen   | %      | Sitze | Sitzverteilung |
| ------------------------------------- | -------------------------------------------- | --------- | ------ | ----- | -------------- |
|                                       | Nea Dimokratia (ND)                          | 2.407.750 | 40,79  | 146   |                |
|                                       | Synaspismos Rizospastikis Aristeras (SYRIZA) | 1.184.621 | 20,07  | 71    |                |
|                                       | Kinima Allagis (KINAL)                       | 676.165   | 11,46  | 41    |                |
|                                       | Kommounistiko Komma Elladas (KKE)            | 426.628   | 7,23   | 26    |                |
|                                       | Elliniki Lysi (EL)                           | 262.498   | 4,45   | 16    |                |
|                                       | Sonstige                                     | 945.101   | 16,00  | 0     |                |
| Gesamt                                | Gesamt                                       | 5.902.763 | 100,00 | 300   |                |
| Quelle: Griechisches Innenministerium |                                              |           |        |       |                |

#### Juni 2023
| Partei                                | Partei                                       | Stimmen   | %      | Sitze | Sitzverteilung |
| ------------------------------------- | -------------------------------------------- | --------- | ------ | ----- | -------------- |
|                                       | Nea Dimokratia (ND)                          | 2.115.322 | 40,56  | 158   |                |
|                                       | Synaspismos Rizospastikis Aristeras (SYRIZA) | 930.013   | 17,83  | 47    |                |
|                                       | Kinima Allagis (KINAL)                       | 617.487   | 11,84  | 32    |                |
|                                       | Kommounistiko Komma Elladas (KKE)            | 401.224   | 7,69   | 21    |                |
|                                       | Spartiates (SP)                              | 243.922   | 4,68   | 12    |                |
|                                       | Elliniki Lysi (EL)                           | 231.491   | 4,44   | 12    |                |
|                                       | Dimokratiko Patriotiko Kinima - NIKI (NIKI)  | 193.124   | 3,70   | 10    |                |
|                                       | Plefsi Eleftherias (PE)                      | 165.523   | 3,17   | 8     |                |
|                                       | Sonstige                                     | 317.101   | 6,09   | 0     |                |
| Gesamt                                | Gesamt                                       | 5.215.207 | 100,00 | 300   |                |
| Quelle: Griechisches Innenministerium |                                              |           |        |       |                |

## Minderheitenvertretung im Parlament
Mit Unterstützung der Türkei bildete die muslimische Minderheit Parteiformationen. Diese waren zeitweise durch zwei Abgeordnete im Parlament vertreten, was jedoch nach Einführung einer 3-%-Hürde nicht mehr der Fall war. Bei der Parlamentswahl im September 2015 zogen zwei muslimische Abgeordnete ins Parlament ein.